# 佐野信用金庫
佐野信用金庫（さのしんようきんこ、英語：Sano Shinkin Bank）は、栃木県佐野市に本店を置く信用金庫である。略称は、さのしん。
2014年3月31日現在における総資産は1,106億28百万円。預金は1,053億63百万円。貸出金は430億55百万円。自己資本比率は10.74%。 店舗数9店舗。職員数128名。会員数10,107人。
営業エリアは栃木県佐野市、足利市、栃木市（旧都賀町、旧西方町を除く）、小山市、野木町、群馬県館林市、邑楽郡板倉町である。

## 沿革
- 1928年1月8日 - 佐野信用組合設立。
- 1953年3月 - 信用金庫法公布により佐野信用金庫に改組。
- 1970年8月 - 田沼支店開設。
- 1976年8月 - 堀米支店開設。
- 1980年5月 - 南支店開設。
- 1986年9月 - CI計画によりシンボルマーク、ロゴタイプを一新。
- 1986年12月 - 岩舟支店開設。
- 1988年6月 - 石塚支店開設。
- 1988年8月 - 田沼町役場店外ATM稼働。
- 1991年11月 - 葛生支店開設。
- 1992年11月 - 新本店完成。
- 1998年10月 - 西支店開設。
- 2000年2月 - インターネット・ホームページ開設。
- 2000年11月 - 投資信託窓口販売開始。
- 2001年4月 - 損保窓販、投資信託定時定額買付サービス取り扱い開始。
- 2002年10月 - 生保窓口販売開始。
- 2003年4月 - イオンモール佐野新都市にATM設置。
- 2004年4月 - さのしん経営塾発会（62名）。
- 2004年12月 - WEB-FB（法人向けインターネットバンキングサービス）の取り扱い開始。
- 2005年11月 - WEBバンキング（個人向けインターネットバンキング）サービス開始。
- 2005年11月 - お客さま相談センター設置、お客さま一言メモの活用開始。
- 2006年2月 - 不祥事件発生にかかわる記者会見を開催。
- 2006年4月 - 佐野新都市に「さのしんローン＆マネープラザ」オープン。
- 2008年3月 - 田沼支店移転オープン（～４日感謝デー開催）。
- 2008年7月 - 医療・がん保険取扱開始。
- 2010年3月 - 社団法人中小企業診断協会栃木支部と業務委託契約を締結。
- 2010年8月 - 預金残高1,000億円に到達。
- 2011年7月 - 日本政策金融公庫との「業務協力に関する覚書」締結。
- 2012年9月 - 日本政策金融公庫　佐野支店との中小企業等支援に関する覚書を締結。
- 2012年10月 - 栃木県内7金融機関ATM相互開放「とちまるネット」開始。
- 2012年12月 - 関東財務局並びに関東経済産業局より「経営革新等支援機関」の認定取得。
- 2013年2月 - 全銀電子債権ネットワーク「でんさいネット」に加盟。
- 2013年3月 - 全職員「認知症サポーター」認定。
- 2013年9月 - 「とちまる6次産業化成長応援ファンド」協同設立に参加。
- 2013年10月 - しんきん保証基金付消費者ローンインターネット申込受付開始。
- 2013年10月 - NISA（少額投資非課税制度）の取扱開始。
- 2020年3月9日 - この日から磁気の影響を受けにくい新しい通帳（Hi-Co通帳）を取扱開始した(Hi-Co通帳に対応していない信用金庫ATMではHi-Co通帳は使えない。) [1]。

## キャンペーン・イベント
- 地元佐野市のキャラクターである「さのまる」を応援している。
- 金庫のイベントに「さのまる」を呼んで写真撮影等を行っている。

## サービス
- 「さのまる」のイラストが入ったキャッシュカード、普通預金通帳・定期預金証書及びサービス品等を採用している。

## 地域貢献活動
- 地元地域のイベントに職員が積極的に参加している。（佐野秀郷まつり、田沼ふるさと祭り、葛生フェスタの祭行事をはじめとしたイベント等）
- 「小さな親切運動」佐野支部として小・中学校への交歓会開催等を実施している。
- 一年に一度クリーン運動（地域清掃活動）を実施している。